# Sawin, Lublin Voivodeship
Sawin [ˈsavin] là một khu dân cư ở Chełm, Lublin Voivodeship, ở miền đông Ba Lan. Đó là khu hành chính của Gmina Sawin. Nó nằm cách khoảng 14 kilômét (9 mi) về phía bắc Chełm và 61 km (38 mi) về phía đông của thủ phủ khu vực Lublin.
Khu định cư có dân số là 2.181 người.

## Cộng đồng người Do Thái
Giáo đường Do Thái đầu tiên được xây dựng tại Sawin nằm trên đường Brzeskiej vào đầu những năm 1880. Một giáo đường thứ hai được xây dựng vào năm 1925, khi 611 người Do Thái sống trong làng chiếm 48% tổng dân số. Có 882 người Do Thái sống trong làng khi bắt đầu Thế chiến II. Họ bao gồm 157 thương nhân và nhân viên bán hàng, 75 thợ thủ công và 250 người lao động.
Nghĩa trang của người Do Thái ở ngoại ô làng, trên một con phố tên là Chuteckiej, đã bị phá hoại vào năm 1943. Năm 1999, Mordechai Holcblat, một người Sawin sống ở Israel, đã sửa chữa một hàng rào bằng gỗ. Năm 2001, Philip Goldstejn, một người Sawin đến từ Canada và ông Holcblat từ Israel đã xây dựng một đài tưởng niệm Holocaust trên đá mang về từ Israel. Họ đã dọn sạch nghĩa trang và những bia mộ còn lại được tu sửa lại.

## Thiệt hại
Đức quốc xã đã phá hủy cả hai giáo đường và tạo ra một trại lao động nô lệ vào tháng 11 năm 1940 cho người Do Thái địa phương và những người Do Thái khác từ Kraków, Tiệp Khắc, Pháp, Áo và Nam Tư. Họ xây mương thoát nước và sau đó được gửi đến các trại hủy diệt. Trại lao động của Sawin đã bị đóng cửa vào ngày 9 tháng 12 năm 1943, diễu hành tù nhân đến Sobibor.
Sawin là địa điểm của một trại lao động cưỡng bức của người Do Thái được thành lập bởi người Đức với mục đích cải thiện nước cho khu vực. Trại này có từ 700 đến 800 công nhân Do Thái.